# Генріх Куммер фон Фалькенфельд
Барон Генріх Куммер фон Фалькенфельд (нім. Freiherr Heinrich Kummer von Falkenfeld; 22 квітня 1852, Пресбург — 8 грудня 1929, Зальцбург) — австро-угорський військовик, генерал кінноти, командир армійської групи «Куммер» на східному фронті під час Першої світової війни.

## Військова кар'єра
Військову освіту отримав у Терезіанській військовій академії в Вінер-Нойштадті, після чого, будучи лейтенантом, відправлений у 8-й драгунський полк. Доповнював знання з військової справи у Відні, в училищі генерального штабу.
1882 року Генріх, заволодівши званням гауптмана, отримав доручення, згідно з яким мав вирушити у Боснію задля стримання повстання місцевого населення. Через рік, протягом 4-х служив у залізничному відділі генерального штабу.

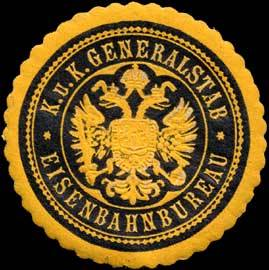
Штамп залізничного генерального штабу

Між 1894 і квітнем 1900 років керував штабом Перемишльського X корпусу. Через місяць, у травні, Куммеру вручено звання генерал-майора, в травні 1905 — молодшого маршала, і знову ж в травні, але 1910 року — генерала кінноти.

## Перша світова війна і після
У серпні 1914 року, на початку Першої світової війни, Куммеру доручено очолювати групу армій, названу його іменем (нім. Armeegruppe Kummer). 16 серпня 1914 року його група, яка складалася в основному з угруповань ландверів, дійшла до лінії Нове Бжесько — Мехув та з'єдналася з загоном ландверів генерала Ремуса фон Войрша, котрий прибув з Сілезії. Також у складі групи були 4 дивізії: 100-та гонведна дивізія генерал-майора фон Столача, 7-ма кавалерська дивізія фельдмаршал-лейтенанта І. фон Корда, 95-та генерал-майора фон Ріхарда-Росточіла та 106-та генерал-майора Карла Чаппа фон Біркенштеттена дивізії ландштурму.
Під час битви біля Красника Генріх Куммер супроводжував наступ 1-ї австро-угорської армії генерала Віктора фон Данкля по західному березі Вісли у напрямку Любліна. Після поразки у Галицькій битві та втрати Львова його армійська група 12 вересня була розпущена, а її очільник Генріх Куммер фон Фалькенфельд був переведений у віденське військове міністерство. 1 серпня 1916 року звільнений з військової служби.
Помер 8 грудня 1929 року в Зальцбурзі, проживши 77 років.